# Alessandro Casolani

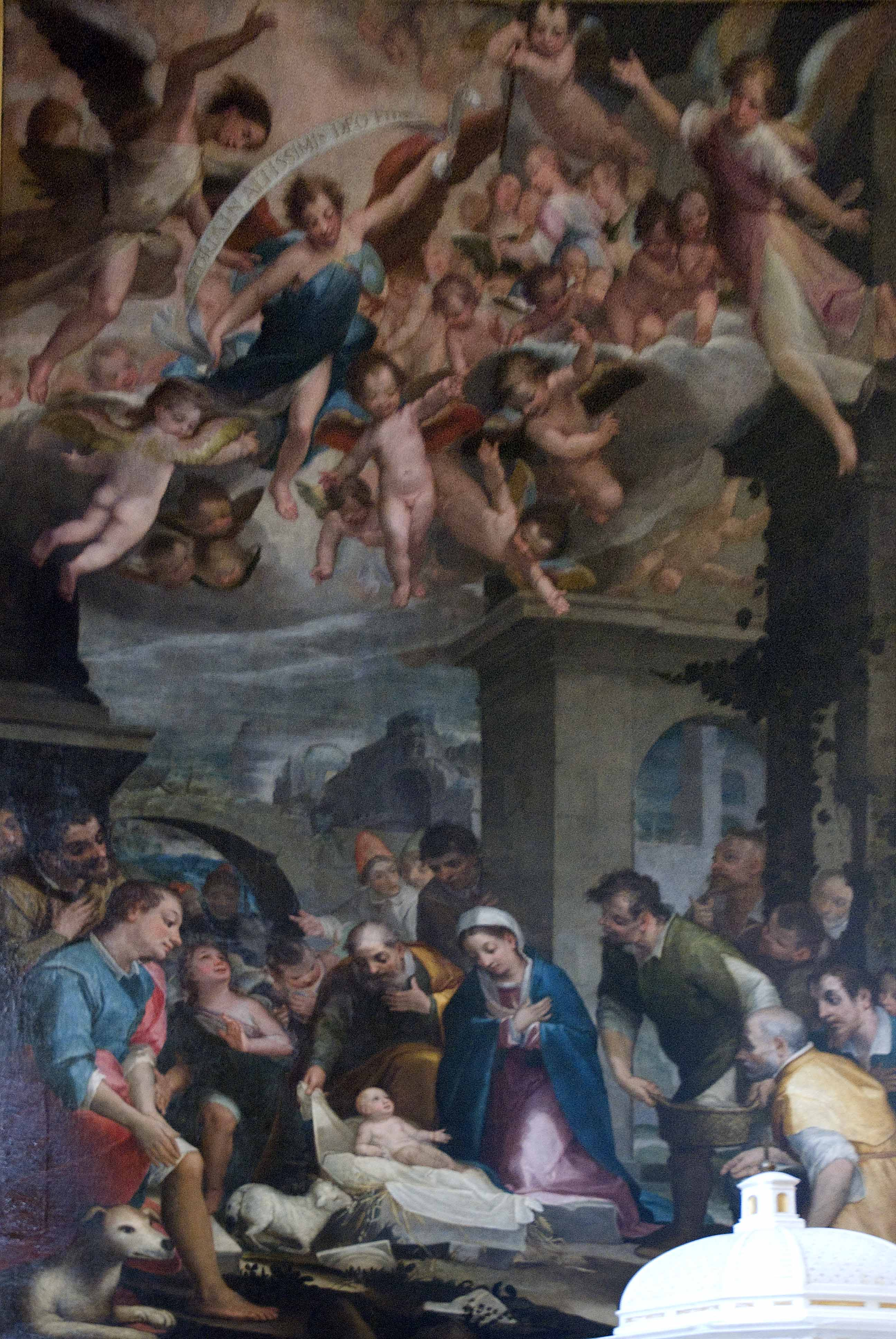
La Natività di Gesù (Collegiata dei Santi Simone e Giuda, Radicondoli)

Alessandro Casolani, auch Alessandro della Torre und Alessandro di Agostino genannt (* 1552 in Mensano (heute Ortsteil von Casole d’Elsa); † 1607 in Siena), war ein italienischer Maler im Stile des Manierismus.

## Leben
Sein Vater war Agostino di Cipriano di Mariano, sein Schwager war Vincenzo Rustici. Sein Handwerk erlernte Casolani in der Werkstatt von Ventura Salimbeni und Cristoforo Roncalli (Il Pomarancio genannt). Um 1600 zog er nach Pavia, um dort in der Certosa di Pavia zu arbeiten. Seine Hauptwerke dagegen entstanden in Siena, darunter vor allem die Fresken im Torre del Mangia des Palazzo Pubblico an der Piazza del Campo sowie die Werke in San Domenico. 1604 gestaltete er das neu errichtete Stadttor Porta Camollia in Siena, die Bildhauerarbeiten führte Domenico Cafaggi für ihn aus. Mit seiner Frau Aurelia Rustici (Tochter des Malers Lorenzo Rustici (1512–1572)) zeugte er die Kinder Cristoforo Casolani und Ilario Casolani.

## Werke (Auswahl)

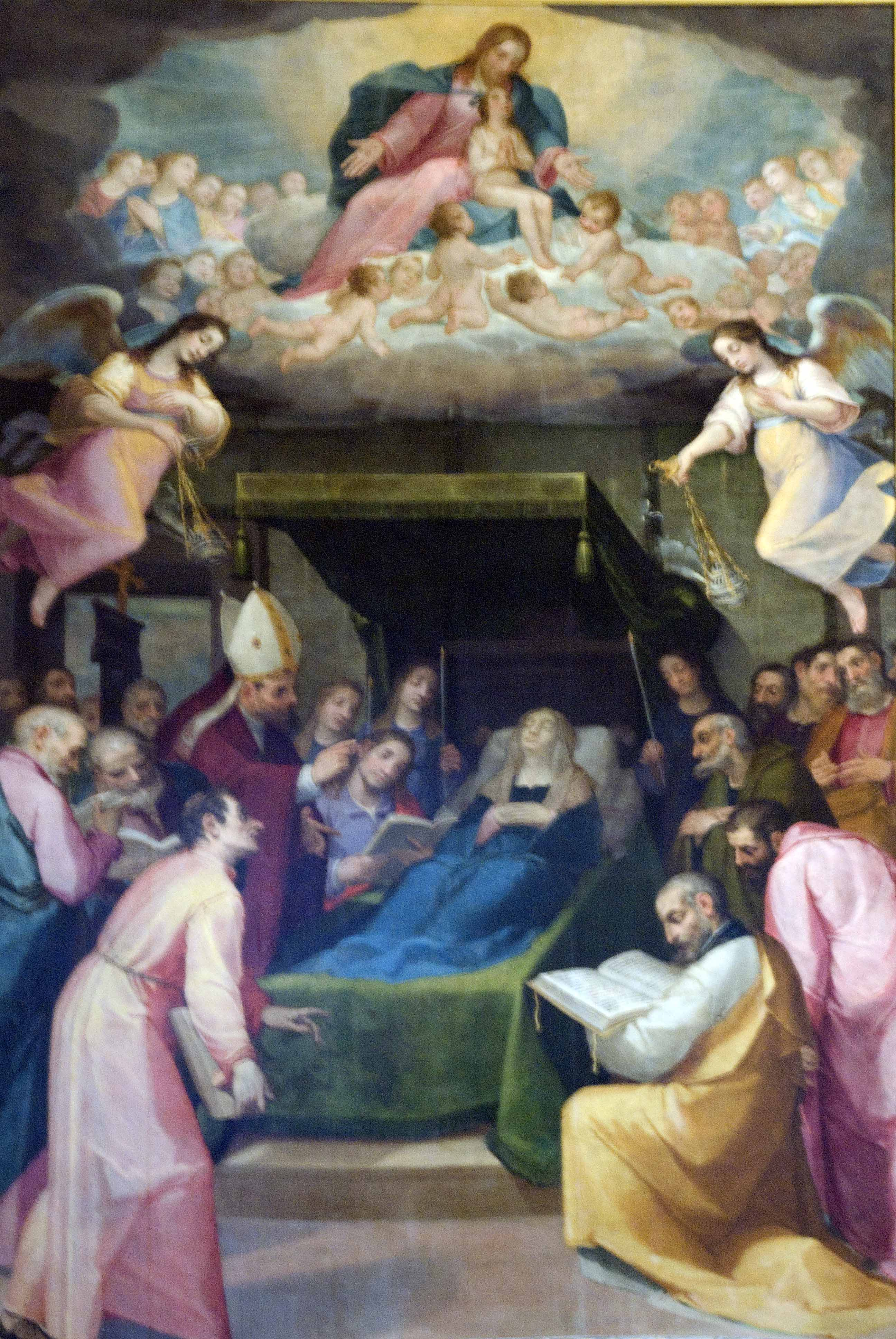
Il transito di Maria Vergine (1569, Collegiata dei Santi Simone e Giuda, Radicondoli)

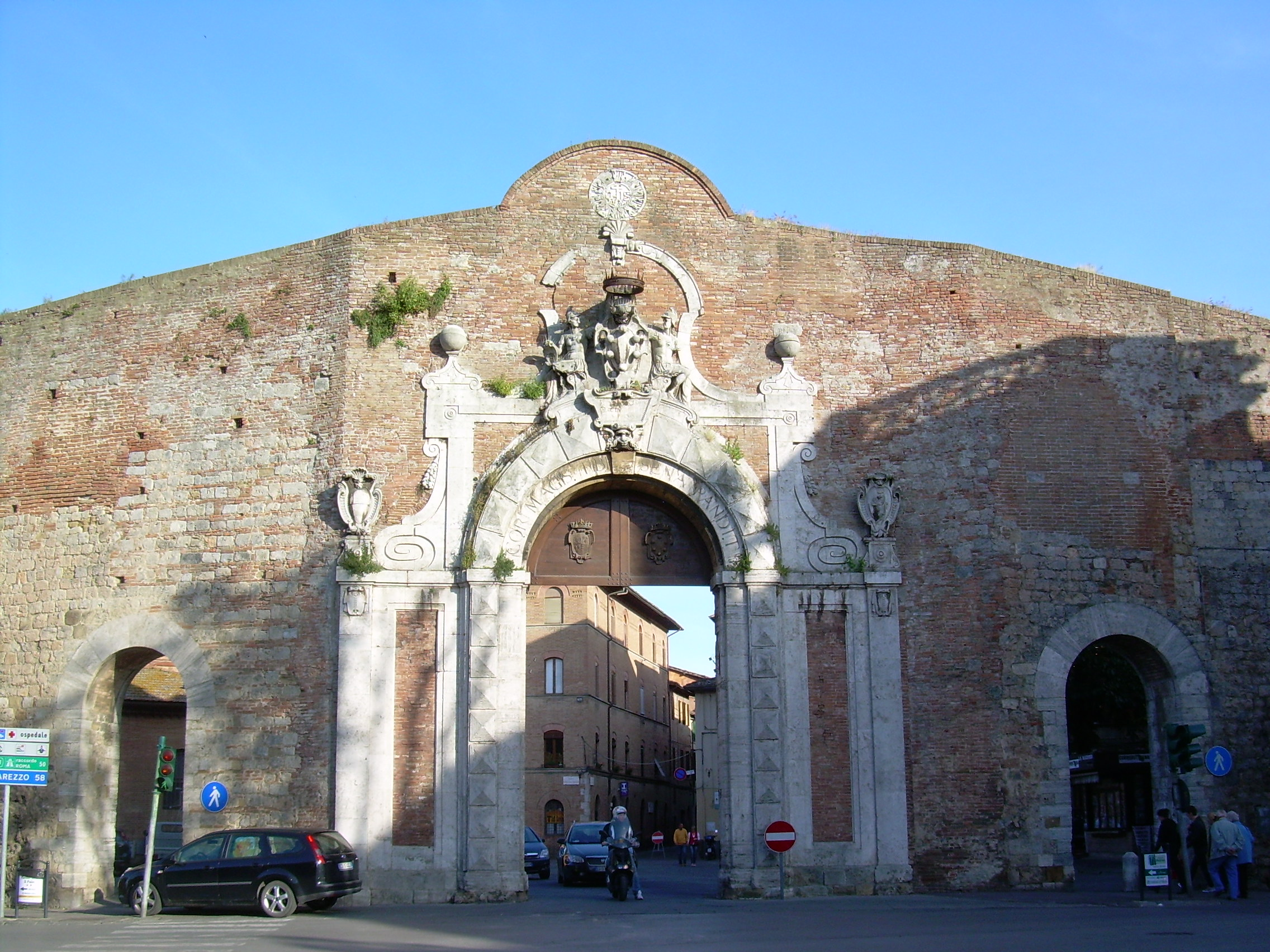
Porta Camollia, 1604 entstanden

- Adorazione dei pastori (ca. 1581 entstanden, Basilica di San Clemente in Santa Maria dei Servi, Siena).
- Adorazione dei pastori (1594, Dom von Siena).
- Adorazione dei pastori (Pieve di San Giovanni Battista, Monteroni d’Arbia, Ortsteil Ville di Corsano).
- Angelo annunciante (Sammlung der Monte dei Paschi di Siena im Palazzo Salimbeni, Siena).
- Beato Giovanni Colombini (Ölgemälde auf Leinwand, Oratorio della Cucina, Santuario di Santa Caterina, Siena)
- Consegna delle chiavi di Castel Sant’Angelo (Ölgemälde auf Leinwand, 1582 bis 1583 entstanden, Oratorio della Cucina, Santuario di Santa Caterina, Siena)
- Crocifissione, (1587, Oratorio della Santissima Trinità, Siena).
- Crocifissione con la Madonna, i santi Girolamo, Andrea e Francesco e il donatore Francesco Maria Piccolomini vescovo di Pienza e Montalcino, (1583, Museo d’Arte Sacra della Diocesi, Grosseto).
- Decollazione di San Giovanni Battista, (Chiesa Parrocchiale della Natività della Madonna, Castel del Piano).
- I Misteri del Rosario (Museo Archeologico e della Collegiata, Casole d’Elsa).
- Il transito di Maria Vergine (1569, Collegiata dei Santi Simone e Giuda, Radicondoli).
- La Natività della Vergine, (Basilica di San Domenico, Siena).
- La Natività di Gesù (1590, Collegiata dei Santi Simone e Giuda, Radicondoli).
- La Pietà e i Santi Andrea e Niccolò (1586/87, Collegiata di Santa Maria Assunta a Casole d’Elsa).
- Le Storiette, (Collegiata dei Santi Simone e Giuda, Radicondoli).
- Madonna col Bambino e i Santi Giovanni Evangelista, Michele Arcangelo, Caterina d’Alessandria, Agata, Lorenzo e Pietro, (Chiesa di San Lorenzo, Sovicille).
- Madonna col Bambino e i Santi Pietro e Paolo, (1598, Santa Maria della Scala, Siena).
- Madonna della Cintola con San Girolamo e Sant’Antonio e Maria Vergine annunciata, (Pieve di Santa Maria Assunta a Belforte, Radicondoli).
- Madonna in gloria e i Santi Caterina, Rocco e Sebastiano, (Chiesa della Compagnia di Santa Caterina della Misericordia, Rapolano Terme).
- Martirio di San Bartolomeo, (Chiesa di San Niccolò del Carmine, Siena).
- Matrimonio mistico di Santa Caterina da Siena, (Palazzo Chigi-Saracini, Siena).
- Resurrezione di Lazzaro, (Basilica di San Francesco, Siena).
- Ritratto di Famiglia, (Palazzo Pubblico, Siena).
- Ritratto di Giovane, (Palazzo Chigi-Saracini, Siena).
- Sacra Famiglia con San Giovannino e Santa Caterina da Siena, (Monte dei Paschi di Siena, Siena).
- San Galgano in preghiera e la Madonna del Rosario, (Prepositura di San Michele Arcangelo, Chiusdino).
- San Giovanni Evangelista prende il calice avvelenato, (Chiesa di San Francesco, Pisa).
- San Francesco in preghiera, (Pinacoteca Nazionale di Siena).
- San Lorenzo e Sant’Andrea, (Chiesa della Compagnia di Santa Caterina della Misericordia, Rapolano Terme).
- Trionfo di Giuseppe Ebreo, (Museo Civico / Pinacoteca Crociani, Montepulciano).
- Vergine annunciata (Monte dei Paschi di Siena, Siena).